# The Very Best of Otis Redding (Rhino)
The Very Best of Otis Redding è un CD raccolta di Otis Redding, pubblicato dalla Rhino Records nel novembre del 1992.

## Tracce
1. These Arms of Mine – 2:34 (Otis Redding)
2. Pain in My Heart – 2:26 (Naomi Neville)
3. That's How Strong My Love Is – 2:25 (Roosevelt Jamison)
4. Mr. Pitiful – 2:44 (Otis Redding, Steve Cropper)
5. I've Been Loving You Too Long (To Stop Now) – 2:57 (Otis Redding, Jerry Butler)
6. Respect – 2:12 (Otis Redding)
7. I Can't Turn You Loose – 2:49 (Otis Redding, Steve Cropper, McElvoy Robinson)
8. Satisfaction – 2:47 (Mick Jagger, Keith Richards)
9. My Lover's Prayer – 3:12 (Otis Redding)
10. Fa-Fa-Fa-Fa-Fa (Sad Song) – 2:43 (Otis Redding, Steve Cropper)
11. Try a Little Tenderness – 3:20 (Harry Woods, James Campbell, Reginald Connelly)
12. Shake – 2:33 (Sam Cooke)
13. The Happy Song (Dum-Dum) – 2:45 (Otis Redding, Steve Cropper)
14. Tramp – 3:02 (Jimmy McCracklin, Lowell Fulson) – con Carla Thomas
15. (Sittin' On) The Dock of the Bay – 2:42 (Otis Redding, Steve Cropper)
16. I've Got Dreams to Remember – 3:14 (Otis Redding, Zelma Redding)

## Formazione
- Otis Redding - voce
- Carla Thomas - voce (solo nel brano: 14)
- Booker T. Jones - tastiera, pianoforte (tranne brano: 1), organo
- Isaac Hayes - tastiera, pianoforte, organo
- Steve Cropper - chitarra, pianoforte (solo nel brano: 1)
- Johnny Jenkins - chitarra (solo nel brano: A1)
- Donald Dunn - basso (tranne nel brano: 1)
- Lewis Steinberg - basso (solo nel brano: 1)
- Al Jackson Jr. - batteria
- Wayne Jackson - tromba
- Sammy Coleman - tromba
- Gene Miller - tromba
- Charles Packy Axton - sassofono tenore
- Andrew Love - sassofono tenore
- Joe Arnold - sassofono tenore
- Floyd Newman - sassofono baritono
- William Bell, Earl Sims - cori